# Denisa Comănescu
Denisa Comănescu (n. 4 februarie 1954, Buzău) este o poetă, editoare și traducătoare română. 

## Biografie
Denisa Comănescu s-a născut pe 4 februarie 1954 în Buzău. Este fiica Elenei (n. Tomescu) și a lui Caton Comănescu, avocat. A absolvit Liceul „Mihai Eminescu” din Buzău (1973), după care a urmat Facultatea de Filologie a Universității din București, secția limba și literatura română - limba și literatura engleză pe care a absolvit-o în 1977.
În anii de liceu a frecventat Cenaclul Viața Buzăului (1969). În anul 1974 a debutat cu poezie în revista România literară. Sub îndrumarea profesoarei de limba română, Doina Mănoiu, a publicat în revista liceului Năzuințe și în Revista literară, Luceafărul, Almanahul literar etc. 
După terminarea studiilor a lucrat ca traducătoare la Chimimportexport Bucuresti (1977-1978), apoi ca redactor și ca redactor-șef la Editura Univers. Din anul 2007 este directorul editorial al Editurii Humanitas Fiction. Este membră a Consiliului Uniunii Scriitorilor și a fost secretar general al Centrului PEN Român (1990-2004). Din anul 2001 este director editorial la Editura Polirom,  iar din 2002 este membră a board-ului Fundației Culturale Irlandezo-Română, iar din 2006 este membră în Parlamentul Cultural European.
Comănescu practică o poezie confesiv-cerebrală fără căutări formale, comunicată simplu, autentic și nuanțat.
Poemele sale au fost publicate în antologii în peste 15 țări. A tradus din limba engleză din opera lui Alan Brownjohn și a lui Eilean Ne Chuilleanain.

## Opere

### Volume de versuri
- Izgonirea din Paradis, Editura Cartea Românească, București, 1979
- Cutitul de argint, Editura Eminescu, București, 1983
- Barca pe valuri, Editura Cartea Românească, București, 1987
- Urma de foc, Editura Axa, Botoșani, 1999
- Acum biografia de-atunci, Editura Eminescu, București, 2000[9]

### Audiobook
- Obsesia biografiei, Editura Humanitas Multimedia, 2008

## Premii și distincții
- 1976: Premiul I la Festivalul „Cântarea României”

- 1978: Premiul pentru poezie al revistei Luceafărul
- 1979: Premiul de debut al Uniunii Scriitorilor, pentru Izgonirea din Paradis

- 1999: Premiul Festivalului Internațional de Poezie de la Oradea și Premiul revistei „Tomis” pentru poezie[10]

## Traduceri
- Trei poeți englezi contemporani - Fleur Adcock, Alan Brown-John, Jon Silkin[11]
- Flăcări himerice. 10 poeți irlandezi contemporani(1996)

### Decorații
- Ordinul național „Serviciul Credincios” în grad de Cavaler (1 decembrie 2000) „pentru realizări artistice remarcabile și pentru promovarea culturii, de Ziua Națională a României”.[12]